# Список национальных животных
Ниже представлен список стран, которые официально считают одно или несколько животных своими национальными животными. «Официально» — значит, что соответствующий закон, указ опубликован высшими государственными органами государства. В большинстве случаев это млекопитающие и птицы, но также нередки случаи, когда национальным животным считается пресмыкающееся (черепахи), рыба или даже насекомое (бабочки).
Самым популярным национальным животным в мире является лев.
Некоторые страны имеют по два, три и даже по четыре таких национальных символа, именуя их, к примеру, национальное животное, национальная птица, национальное морское существо, национальное млекопитающее, национальная рептилия, национальная рыба. Лидером в этом плане является Пакистан, у которого шесть национальных животных, в том числе «национальное водное млекопитающее» и «национальный хищник».
У России официального национального животного нет, хотя широко признано, что «олицетворением» этой страны является так называемый «Русский медведь» — персонификация бурого медведя.

## Список
| Страна                   | Животное                                                                                        | Фото | Комментарии, ссылки |
| ------------------------ | ----------------------------------------------------------------------------------------------- | ---- | --- |
| Азербайджан              | Карабахская лошадь                                                                              |      | |
| Алжир                    | Фенек                                                                                           |      | |
| Антигуа и Барбуда        | Лань - Великолепный фрегат - Бисса                                                              | -    | |
| Аргентина                | Рыжий печник                                                                                    |      | |
| Багамские Острова        | Атлантический голубой марлин - Красный фламинго                                                 | -    | |
| Бангладеш                | Бенгальский тигр - Сорочий шама-дрозд - Индийская тенуалоза                                     | -    | |
| Белиз                    | Центральноамериканский тапир - Радужный тукан                                                   | -    | |
| Ботсвана                 | Бурчеллова зебра                                                                                |      | |
| Бразилия                 | Рыжебрюхий дрозд                                                                                |      | |
| Венесуэла                | Обыкновенный цветной трупиал                                                                    |      | |
| Гватемала                | Гватемальский квезал                                                                            |      | |
| Гондурас                 | Белохвостый олень - Красный ара                                                                 | -    | |
| Гренада                  | Гренадский голубь                                                                               |      | |
| Дания                    | Обыкновенная белка - Лебедь-шипун - Крапивница                                                  | -    | |
| Доминика                 | Императорский амазон                                                                            |      | |
| Доминиканская Республика | Пальмовый чекан                                                                                 |      | |
| Зимбабве                 | Орёл-скоморох                                                                                   |      | |
| Индия                    | Бенгальский тигр - Обыкновенный павлин - Гангский дельфин - Индийский слон                      | -    | Этот слон проходит в документах Правительства Индии как «животное — национальное достояние».                                                    |
| Индонезия                | Комодский варан - Яванский хохлатый орёл - Малайзийский склеропагес                             | -    | |
| Камбоджа                 | Купрей - Гигантский ибис - Батагур - Гигантский усач                                            | -    | |
| Канада                   | Канадский бобр - Канадская лошадь                                                               | -    | |
| Катар                    | Белый орикс                                                                                     |      | |
| Колумбия                 | Андский кондор                                                                                  |      | |
| Коста-Рика               | Дрозд Грея - Обыкновенный ламантин - Трёхпалый ленивец (двупалый ленивец)                       | -    | |
| Куба                     | Кубинский трогон                                                                                |      | Оперение птицы красного, синего и белого цвета соответствует цветам кубинского флага.                                                           |
| Латвия                   | Белая трясогузка - Двухточечная коровка                                                         | -    | |
| Ливан                    | Полосатая гиена                                                                                 |      | |
| Литва                    | Белый аист                                                                                      |      | |
| Малайзия                 | Малайский тигр                                                                                  |      | |
| Монголия                 | Балобан                                                                                         |      | |
| Никарагуа                | Бурый момот                                                                                     |      | |
| Пакистан                 | Винторогий козёл - Индский дельфин - Азиатский кеклик - Болотный крокодил - Сокол-шахин - Ирбис | -    | - национальное животное - национальное водное млекопитающее - национальная птица - национальная рептилия - птица-наследие - национальный хищник |
| Панама                   | Южноамериканская гарпия                                                                         |      | |
| Перу                     | Андский скальный петушок                                                                        |      | |
| Сальвадор                | Бурый момот                                                                                     |      | |
| Саудовская Аравия        | Одногорбый верблюд                                                                              |      | |
| Сент-Винсент и Гренадины | Королевский амазон                                                                              |      | |
| Сент-Китс и Невис        | Американский бурый пеликан                                                                      |      | |
| Сент-Люсия               | Синелицый амазон                                                                                |      | |
| США                      | Белоголовый орлан - Бизон                                                                       | -    | |
| Таиланд                  | Азиатский слон - Бойцовая рыбка                                                                 | -    | |
| Танзания                 | Жираф                                                                                           |      | |
| Уганда                   | Восточный венценосный журавль                                                                   |      | |
| Филиппины                | Филиппинский орёл                                                                               |      | Одна из самых редких, крупных и сильных птиц в мире. Убийство её карается 12 годами тюрьмы.                                                     |
| Финляндия                | Бурый медведь - Лебедь-кликун - Речной окунь - Семиточечная коровка                             | -    | |
| Шри-Ланка                | Цейлонская джунглевая курица                                                                    |      | |
| ЮАР                      | Спрингбок - Африканская красавка - Чёрный лещ                                                   | -    | |
| Ямайка                   | Вымпелохвостый колибри                                                                          |      | |